# Lengua filosófica
Una lengua filosófica es una lengua construida que ha sido diseñada para reflejar algún aspecto de la filosofía, particularmente respecto a la naturaleza o al potencial del lenguaje.
Una de las aproximaciones a las lenguas filosóficas son las así llamadas lenguas taxidérmicas. Estas son lenguas en las cuales las palabras se construyen de tal forma que reflejan un árbol del conocimiento, donde las palabras con raíces comunes representan conceptos relacionados. Ejemplos de estas lenguas son, por ejemplo, "Real Character" de John Wilkins (1668), "Lengua Universal" de Sotos Ochando (1845) y "Ro" de Edward Powell Foster (1904).
El idioma ithkuil de John Quijada (1978) ha sido diseñado para una máxima sucintez.
Otras lenguas filosóficas reflejan el idioma desde un punto de vista filosófico. Apoyadas o no en la hipótesis de Sapir-Whorf, se diseña el lenguaje con una filosofía en mente. Así la escritora Suzette Haden Elgin diseñó el idioma láadan con el fin de colocar en vocabulario y gramática los conceptos y diferencias importantes para las mujeres, basado en la teoría de grupo mutado.
El Toki Pona de Sonja Elen Kisa (2001), está basado en el taoísmo y minimalismo.

## Historia
En el diseño de lenguas filosóficas fueron pioneros Francis Lodwick (A Common Writing, 1647; The Groundwork or Foundation laid (or So Intended) for the Framing of a New Perfect Language and a Universal Common Writing, 1652), Sir Thomas Urquhart (Logopandecteision, 1652), George Dalgarno (Ars signorum, 1661), y John Wilkins (Essay towards a Real Character, and a Philosophical Language, 1668). Todas estas propuestas eran sistemas basados en clasificaciones jerárquicas de categorías descriptivas.
Gottfried Leibniz creó la Lingua Generalis en 1678. 
En 1855, el escritor británico George Edmonds modificó el sistema de Wilkins, dejando su taxonomía intacta, pero cambiando la gramática, la ortografía y la pronunciación del lenguaje en un esfuerzo por simplificar su lectura y escritura.